# William Bede Dalley
William Bede Dalley (5 juillet 1831 - 28 octobre 1888) est un homme politique et avocat australien et a été le premier australien nommé au Conseil privé du Royaume-Uni. Il était un représentant éminent et un grand défenseur de la communauté catholique et était connu pour son éloquence parlementaire et juridique.

## Enfance
Dalley est né à Sydney en 1831, fils de parents irlandais, John Dalley, commerçant, et Catherine Spillane, tous deux déportés en Australie comme forçats. Il a fait ses études au Collège de Sydney et St Mary's College. Il a été admis au Barreau en 1856,.
Il a épousé Eleanor Jane Long le 15 juin 1872 à Darlinghurst et a eu des enfants, 3 fils et 2 filles. Il a reçu un héritage substantiel de son père en 1871. Bien que catholique romain, il s'est marié à l'église anglicane. Il est enterré au cimetière de Waverley.

## Carrière politique
En 1857, Dalley est élu à l'Assemblée législative comme représentant de la Circonscription électorale de Sydney. En 1858, il se présente avec succès dans les arrondissements de Cumberland pour aider la réélection de Charles Cowper à Sydney.
Il a fait campagne pour plusieurs réformes, dont une tentative infructueuse d'abolir la peine de mort pour les viols.
Il rejoint le second ministère Cowper en tant que Solicitor General en novembre 1858, mais n'occupe ce poste que pendant trois mois.. En 1859, il devient député de Windsor, mais démissionne en février 1860 pour visiter l'Europe. Il revient à Sydney au début de 1861, et quelques mois plus tard, est nommé commissaire à l'émigration par le gouvernement de la Nouvelle-Galles du Sud. Il se rend en Angleterre en 1861 avec son collègue Henry Parkes, et y reste environ un an. Il organise de nombreuses réunions fructueuses dans le sud de l'Angleterre et en Irlande.
Après son retour en Australie en 1862, Dalley a pris ses pratique juridique nouveau et est devenu le principal avocat dans les affaires pénales à Sydney et a représenté Carcoar de 1862 à 1864. 1868, il a défendu Henry James O'Farrell pour avoir tenté d'assassiner Prince Alfred, pour des motifs d'aliénation mentale, mais n'a pas été en mesure de l'empêcher d'être rapidement pendu. En 1872, il épouse une anglicane, Eleanor Long, qui ses relations tendues avec l'Église catholique. Elle est morte de fièvre typhoïde en 1881, le laissant avec trois enfants en bas âge. Il a appuyé une pétition pour la feeeing de Frank Gardiner, par ses sœurs en raison de la sévérité de sa peine, qui a conduit à sa libération et l'exil en 1874, et l'effondrement du gouvernement Parkes. <Nom ref = adb /> Il est devenu un conseil de la reine en 1877. 

### Procureur général
En février 1875 Dalley rejoint le troisième  Robertson ministère de Procureur général et a été nommé au Conseil législatif.  Robertson a démissionné en mars 1877 mais était au pouvoir à nouveau cinq mois plus tard avec Dalley dans son ancien poste jusqu'en décembre.  Pour les cinq prochaines années Dalley n'a pas pris part à la vie politique mais en 1881 il a signé une pétition contre la restriction chinois projet de loi sur la parole du Conseil législatif et a réussi à modifier certaines de ses pires caractéristiques.  En janvier 1883, il est devenu procureur général de la  Stuart ministère, et en 1884 sonDiscours sur le projet du Conseil fédéral pour l'Australasie a été publié.
En février 1885, Dalley, comme Premier ministre par intérim pendant l'absence de Stuart de la colonie, a offert un détachement de la Nouvelle-Galles du Sud troupes pour aller au Soudan.  Bien que l'opposition a été, dans certains milieux, cela a été pris avec beaucoup d'enthousiasme dans d'autres, et un contingent a été envoyé.  Le ministère Stuart a démissionné en octobre 1885 et Dalley ne pas exercer ses fonctions.  En 1887, il rejoint avec Parkes et Cardinal Moran plaidé en vain contre la pendaison de l’affaire de viol.
Son état de santé a commencé à affaiblir et de ses deux dernières années ont été consacrées pratiquement à la retraite.  Il est mort dans la banlieue de Sydney Darling Point.  L'un de ses fils John Bede Dalley est devenu connu sous le nom d'un journaliste et romancier à Sydney.

## Distinctions
Dalley refusé un chevalier et le bureau du juge en chef, mais en 1886 a été nommé au Conseil privé, le premier australien à avoir cet honneur.